# بونزو سوغي
بونزو سوغي (باليابانية: 杉井 颯) (مواليد 17 مايو 2000) هو لاعب كرة قدم ياباني.

## وصلات خارجية
- بونزو سوغي على موقع رابطة كرة القدم اليابانية للمحترفين (اليابانية)
- بونزو سوغي على موقع قاعدة بيانات كرة القدم.إي يو (الإنجليزية)
- بونزو سوغي على موقع Soccerway.com (الإنجليزية)
- بونزو سوغي على موقع عالم كرة القدم.نت (الإنجليزية)